# Cintamulya
Cintamulya is een bestuurslaag in het regentschap Lampung Selatan van de provincie Lampung, Indonesië. Cintamulya telt 4.471 inwoners (volkstelling 2010).